# José MacCrohon y Blake

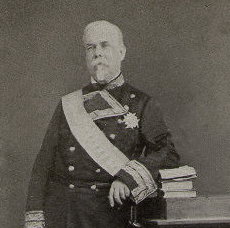
José MacCrohon y Blake, hacia 1860

José MacCrohon y Blake (Ferrol, La Coruña, 13 de mayo de 1803 - Mar Rojo, 21 de agosto de 1860) fue un político y militar español, diputado, senador, ministro interino de guerra, titular de Marina, gobernador colonial de Santiago de Cuba, teniente general del ejército y director de la Guardia Civil.

## Biografía
Diputado por Málaga en 1837, por Alicante en 1854 y 1858 y senador vitalicio en la legislatura 1858-60. Ministro de Marina entre el 27 de noviembre de 1858 y el 9 de julio de 1860, también desempeñó interinamente el cargo de ministro de Guerra en ausencia de Leopoldo O'Donnell.
Murió en el verano de 1860 como consecuencia del excesivo calor sufrido durante la travesía del mar Rojo, desde Suez a Adén, cuando iba camino de ocupar su puesto como capitán general de Filipinas.
El apellido Mac Crohon, como el de Emmanuel Macron, provendría de una lengua celta, donde 'Mac Croimhthainn', significa 'hijo del zorro', aplicado a gentes astutas, sobre todo en los negocios. . Es notable la mansión familiar en Morata de Tajuña,    Madrid. 
| Predecesor: Leopoldo O'Donnell | Ministro de Marina 27 de noviembre de 1858-9 de julio de 1860                        | Sucesor: Juan de Zabala de la Puente       |
| Predecesor: Facundo Infante    | Director general de la Guardia Civil 1 de septiembre de 1856 - 12 de octubre de 1856 | Sucesor: Francisco Javier Girón y Ezpeleta |